# ARMA 2
ARMA 2 (estilizado como ArmA II) es un videojuego de simulación bélica desarrollado por Bohemia Interactive Studio. Es la secuela oficial de Operation Flashpoint y de su predecesor ArmA: Armed Assault (ARMA: Combat Operations en América del Norte). Fue lanzado en mayo de 2009 (de una forma limitada) y posteriormente lanzado mundialmente entre junio de 2009 y julio de 2009. La expansión ARMA 2: Operation Arrowhead fue lanzada en el 2010. En junio de 2011 se lanzó una versión gratuita (o free-to-play en inglés), que incluye el multijugador y una versión limitada de la campaña.

## Etimología
ARMA 2 proviene de la palabra latina "arma", que significa arma, soldados y guerra. Debido a que su predecesor se llamaba Armed Assault, es común el error de referirnos a ARMA 2 como Armed Assault 2; a pesar de que ARMA 2 fuera estilizado como ArmA II. Esto se hizo como un homenaje a su predecesor.

## Juego
ARMA 2 es un videojuego de disparos táctico enfocado principalmente en el combate de infantería. El usuario es capaz de dar órdenes a otros miembros del escuadrón controlados por la IA lo que añade un elemento de estrategia en tiempo real al juego. Esto se ve reforzado por la introducción del sistema de alto mando (o high command system en inglés), que permite al jugador controlar múltiples escuadrones utilizando el mapa. ARMA 2 está situado, principalmente, en el estado ficticio de Chernarus. El paisaje de Chernarus es muy parecido al de la República Checa, país de origen del desarrollador.
La campaña de Arma 2 tiene lugar entre septiembre y octubre de 2009 en la provincia de Zagoria del sur en la parte norte de Chernarus, un estado ficticio postsoviético.